# 門真市の地名
本項門真市の地名（かどましのちめい）では、大阪府門真市における町名や大字名を中心に、本市ならびに前身の門真村・門真町成立以来の地名の変遷について記述する。

## 現行行政町名
まず市内の現行の町字名を五十音順に列挙する。

### あ行
- 朝日町
- 石原町
- 泉町
- 一番町
- 打越
- 打越町
- 江端町
- 大池町
- 大倉町
- 大橋町
- 沖町

### か行
- 垣内町
- 門真
- 上島町
- 上野口町
- 岸和田1 - 4丁目
- 北岸和田1 - 3丁目
- 北島
- 北島町
- 北島東町
- 北巣本町
- 桑才
- 桑才新町
- 桑才町
- 幸福町
- 寿町

### さ行
- 栄町
- 五月田町
- 三番
- 四宮1 - 6丁目
- 島頭1 - 4丁目
- 下島町
- 下馬伏町
- 小路町
- 常称寺町
- 城垣町
- 新橋町
- 末広町
- 巣本町
- 千石西町
- 千石東町

### た行
- 月出町
- 堂山町
- 常盤町
- 殿島町

### な行
- 中町
- 野口
- 野里町

### は行
- 浜町
- 速見町
- 薭島
- ひえ島町
- 東江端町
- 東田町
- 深田町
- 舟田町
- 古川町
- 本町

### ま行
- 松生町
- 松葉町
- 三ツ島1 - 6丁目
- 御堂町
- 南野口町
- 宮野町
- 宮前町
- 向島町
- 元町

### や・ら・わ行
- 柳田町
- 柳町
- 横地
- 脇田町

## 町字名の変遷
門真村は1889年（明治22年）、茨田郡門真村・桑才村が合併することにより成立。旧村名を継承した2大字を編成。1896年（明治29年）、北河内郡の所属となる。

### 成立当初の大字名
- 門真
- 桑才

### 町字の設置
1939年（昭和14年）
町制施行して門真町となる。村制時の2大字を継承。
- 一番（門真の一部より、1984年廃止）
- 三番（門真の一部より）
- 二番（門真の一部より、1982年廃止）
- 古川橋（門真の一部より、1982年廃止）

1956年（昭和31年）
大和田村・四宮村・二島村を編入。
旧大和田村
- 打越
- 北島
- 常称寺（1966年廃止）
- 野口
- 横地

旧四宮村
- 上島頭（2009年廃止）
- 上馬伏（2009年廃止）
- 岸和田（2009年廃止）
- 下島頭（2014年廃止）
- 下馬伏（2009年廃止）
- 巣本（2009年廃止）

旧二島村
- 薭島
- 三ツ島（2014年廃止）

1963年（昭和38年）、市制施行して門真市となる。
1964年（昭和39年）
- 泉町（二番・三番の各一部より）
- 栄町（門真・三番の各一部より）
- 小路町（門真・三番の各一部より）
- 月出町（二番・三番の各一部より）
- 堂山町（三番・二番の各一部より）
- 本町（門真・三番の各一部より）
- 松葉町（門真・二番・三番の各一部より）
- 向島町（二番の一部より）
- 元町（門真・三番の各一部より）

1965年（昭和40年）
- 垣内町（一番・古川橋の各一部より）
- 幸福町（二番・三番・古川橋の各一部より）
- 寿町（一番・古川橋の各一部より）
- 新橋町（門真・三番の各一部より）
- 末広町（一番・二番・三番・門真・古川橋の各一部より）
- 中町（二番・三番の各一部より）
- 浜町（二番の一部より）
- 速見町（二番・三番・古川橋の各一部より）
- 古川町（一番・古川橋の各一部より）
- 御堂町（一番・古川橋の各一部より）
- 柳町（門真・二番・三番の各一部より）

1966年（昭和41年）
- 朝日町（野口・横地・打越・北島の各一部より）
- 大池町（野口・横地・打越の各一部より）
- 大橋町（横地・打越・北島の各一部より）
- 上島町（上島頭・下島頭・打越の各一部より）
- 上野口町（野口・横地・打越・北島の各一部より）
- 北巣本町（上馬伏・巣本の各一部より）
- 下島町（上島頭・下島頭・上馬伏の各一部より）
- 常称寺町（常称寺と横地・野口の各一部より）
- 城垣町（上馬伏・上島頭の各一部より）
- 常盤町（横地の一部より）
- 野里町（野口・横地の各一部より）
- 宮野町（野口・横地の各一部より）
- 宮前町（上馬伏・巣本の各一部より）

1968年（昭和43年）
- 石原町（二番・古川橋の各一部より）
- 大倉町（一番・二番・古川橋の各一部より）

1971年（昭和46年）
- 千石西町（上島頭・下島頭・北島・野口・打越・横地の各一部より）
- 千石東町（上島頭・下島頭の各一部より）

1980年（昭和55年）
- 舟田町（打越・野口・横地・北島の各一部より）
- 南野口町（野口・上島頭・下島頭・横地の各一部より）

1981年（昭和56年）
- 桑才新町（桑才・門真・一番・二番・三番・古川橋の各一部より）
- 殿島町（門真・二番・三番の各一部より）
- 深田町（門真・一番・二番・三番・古川橋の各一部より）
- 松生町（門真・二番・三番・古川橋の各一部より）

1982年（昭和57年）
- 一番町
- 東田町
- 柳田町

1984年（昭和59年）
- 打越町
- 沖町
- 北島町
- 五月田町

1986年（昭和61年）
- 江端町
- 脇田町

2001年（平成13年）
- 岸和田1丁目（2002年から1 - 4丁目、岸和田・下馬伏の各一部より）
- 北岸和田1 - 3丁目（巣本・岸和田・下馬伏の各一部より）
- 巣本町（巣本・岸和田の各一部より）

2002年（平成14年）
- 東江端町（岸和田・下馬伏の各一部より）

2006年（平成18年）
- 下馬伏町

2007年（平成19年）
- 島頭1 - 4丁目

2009年（平成21年）
- 四宮1 - 6丁目（上馬伏・下馬伏・上島頭・下島頭・岸和田・巣本の各一部より）

2012年（平成24年）
- 三ツ島1 - 3丁目（2014年から1 - 6丁目、三ツ島・薭島・桑才の各一部より）

2018年（平成30年）
- 北島東町（北島の一部より）

2019年（令和元年）
- 桑才町（桑才・薭島・三番の各一部より）
- ひえ島町（薭島の一部より）

## 参考資料
- 角川日本地名大辞典 27 大阪府（1983年、角川書店）